# Chrysoritis irene
Chrysoritis irene is een vlinder uit de familie van de Lycaenidae. De wetenschappelijke naam van de soort is voor het eerst gepubliceerd in 1968 door Kenneth Misson Pennington.

## Verspreiding
De soort komt voor in Zuid-Afrika (West-Kaap).

## Waardplanten
De rups leeft op Dimorphotheca (Asteraceae) en Zygophyllum (Zygophyllaceae).